# Emilio Cotarelo y Mori
Emilio Cotarelo y Mori (A Veiga, 1 de maig de 1857 – Madrid, 27 de gener de 1936), musicòleg, bibliògraf, cervantista i crític i historiador literari espanyol, pare del també escriptor i erudit Armando Cotarelo Valledor (1879-1950).

## Biografia
Va estudiar dret civil i canònic en la Universitat d'Oviedo. Va exercir l'advocacia, però la va abandonar per consagrar-se als estudis històrics i la producció literària. Va ser deixeble i seguidor de Marcelino Menéndez Pelayo. Va publicar diversos escrits en La España Moderna, Revista Contemporánea i Revista Crítica d'Història i Literatura, i articles en periòdics com El Debate, El Sol i uns altres. El gruix de la seva producció van ser els estudis crítics i erudits, però també va publicar un parell de novel·les històriques el 1912: El hijo del Conde-Duque i Herenio.
En 1897 va ser escollit membre de la Reial Acadèmia Espanyola, en la qual va arribar a ocupar (1913) el càrrec de secretari perpetu. A part d'altres importants treballs biobibliogràfics sobre història de la poesia i prosa espanyola segons la metodologia del Positivisme, es va convertir en un gran expert en teatre espanyol des dels Segles d'Or al XIX i va editar moltes de les seves obres amb portentosa erudició; no va descurar tampoc la documentació i la biografia dels actors i actrius espanyols de tots els temps i igualment va editar, va estudiar i va anotar una famosa col·lecció de novel·les cortesanes en dotze volums, la Col·lecció selecta d'antigues novel·les espanyoles (Madrid: Llibreria de la Vídua de Rico i Llibreria dels Bibliòfils Espanyols, 1906-1909) i va estudiar la història de la cal·ligrafia i del teatre musical espanyol (sarsuela, òpera, tonadillas, balls). Va ser premiat amb medalla d'or en l'Exposició Internacional celebrada a Barcelona el 1929 pels seus treballs històrics sobre el teatre espanyol del segle xvii. El 1919 va ser designat Senador per la Real Acadèmia Espanyola, càrrec que va ocupar durant tres legislatures, fins a 1923.

## Obres

### Edicions
- Sainetes de Ramón de la Cruz en su mayoría inéditos. Colección ordenada por Emilio Cotarelo y Mori. 2 tomos. Ed. Bailly Bailliere, 1928
- Tirso de Molina, Comedias. Colección ordenada e ilustrada por D. Emilio Cotarelo y Mori. Madrid, Nueva Biblioteca de Autores Españoles, 1906-1907, 2 vols.
- Lorenzo de Sepúlveda, Comedia de Sepúlveda, ahora por primera vez impresa según el manuscrito del Excmo. Sr. D. Marcelino Menéndez y Pelayo, con advertencia y notas de D. Emilio Cotarelo y Mori.
- Cancionero de Antón de Montoro (El Ropero de Córdoba) Poeta del siglo XV, reunido, ordenado y anotado por Emilio Cotarelo y Mori. Madrid, José Perales y Martínez, 1900
- Migajas del ingenio. Colección rarísima de entremeses, bailes y loas. Reimpresa con prólogo y notas por Emilio Cotarelo y Mori, Madrid, Imp. de la Rev. de Archivos, 1908.
- Colección selecta de antiguas novelas españolas (Madrid: Librería de la Viuda de Rico y Librería de los Bibliófilos Españoles, 1906-1909, 12 vols.

### Biobibliografies
- Iriarte y su época, Madrid, 1897
- Don Francisco de Rojas Zorrilla. Noticias biográficas y bibliográficas. Madrid, Impr. de la Revista de Archivos, 1911
- El Conde de Villamediana. Estudio biográfico-crítico con varias poesías inéditas del mismo Madrid, 1886
- Tirso de Molina. investigaciones bio-bibliográficas, Madrid, 1893
- Vida y obras de don Enrique de Villena, Madrid, 1896.
- Don Juan de Espina. noticias de este célebre y enigmático personaje, Madrid, 1908
- Juan del Encina y los orígenes del teatro español, Madrid, 1901
- Lope de Rueda y el teatro español, Madrid, 1901.
- Don Diego Jiménez del Enciso y su teatro, Madrid, 1914.
- Diccionario biográfico y bibliográfico de calígrafos españoles, Madrid, 1913-16, 2 vols.
- Actores famosos del siglo XVII. Sebastián del Prado y su mujer, Bernarda Ramírez, Madrid, 1916
- Luis Vélez de Guevara y su teatro, Madrid, 1917.
- Ensayo sobre la vida y obras de D. Pedro Calderón de la Barca, Madrid, 1924
- Un gran editor del siglo XVIII: biografía de D. Antonio de Sancha, Madrid, 1924
- Un novelista del siglo XVII, imitador de Cervantes, desconocido, Madrid, 1925
- Una tragedia real de la Avellaneda, Madrid, 1925.
- Mira de Amescua y su teatro: estudio biográfico y crítico, Madrid, 1931.
- Efemérides cervantinas: o sea resúmen cronológico de la vida de Miguel de Cervantes Saavedra (1905)
- Los hermanos Figueroa y Córdoba (1919)
- Don Ramón de la Cruz y sus obras: ensayo biográfico y bibliográfico (1899)
- Algunas noticias nuevas acerca de Rodrigo Cota (1926)
- La Avellaneda y sus obras: ensayo biográfico y crítico (1930)
- Nuevas noticias biográficas de Feliciano de Silva (1926)
- Los puntos obscuros de la vida de Cervantes (1916)
- La biografía de Moreto (1927)
- Los Morantes (1906)
- Varias noticias nuevas acerca de Florián de Ocampo (1926)

### Història literària d'Espanya
- Estudios de historia literaria de España, Madrid 1901
- Estudio sobre la historia del arte escénico en España, Madrid, 1896, 3 vols.
- Imitaciones castellanas del «Quijote», Madrid, 1900
- Ensayo histórico sobre la zarzuela, o sea el drama lírico español, desde su origen a finales del siglo XIX, Madrid, 1932.
- El primer auto sacramental del teatro español y noticia de su autor, el bachiller Hernán López de Yanguas, Madrid, 1902
- Sobre el origen y desarrollo de la leyenda de Los amantes de Teruel, Madrid, 1903
- Bosquejo histórico del entremés, la loa, el baile, la jácara y demás piezas intermedias en el teatro del siglo XVII, Madrid, 1911.
- Cervantes y el «Quijote», Madrid, 1905
- Los grandes calígrafos españoles: 1. Los Morantes, Madrid, 1906
- Orígenes de la ópera en España y su desarrollo hasta fines del siglo XIX, Madrid, 1917.
- Examen de una conferencia acerca de Tirso de Molina (1906)
- La descendencia de Lope de Vega (1915)
- Discursos leídos ante la Real Academia Española en la recepción pública de D. Emilio Cotarelo y Mori el 27 de mayo de 1900 [Discurso de Emilio Cotarelo y Mori; contestación de Alejandro Pidal y Mon] (1900)
- Sobre quien fuese el raptor de la hija de Lope de Vega (1925)
- El supuesto Libro de las querellas del Rey don Alfonso el Sabio (1898)
- Los últimos amores de Larra(1924)
- Últimos estudios cervantinos: rápida ojeada sobre los más recientes trabajos acerca de Cervantes y el Quijote (1920)

### Fonologia, gramàtica i lexicologia
- Fonología española: Cómo se pronunciaha el castellano en los siglos XVI y XVII, Madrid, 1909
- Satisfacción a la Real Academia Española y defensa del vocabulario puesto á las obras de Lope de Rueda (1909)
- Sobre el "le" y el "la": cuestión gramatical (1910)

### Narrativa
- El hijo del Conde-Duque, Madrid, 1912, novela histórica.
- Herenio: novela histórica (Madrid, 1912)

### Treballs biblogràfics
- Catálogo descriptivo de la gran «Colección de comedias escogidas», que consta de 48 volúmenes impresos desde 1652 a 1704, Madrid, 1932
- Bibliografía de las controversias sobre la licitud del teatro en España, Madrid, 1904.
- Catálogo de obras dramáticas impresas pero no conocidas hasta el presente: con un apéndice sobre algunas piezas raras o no conocidas de los antiguos teatros francés e italiano (1902)
- Bibliografía de Lope de Vega: la primera edición de sus Rimas (1935)
- Discurso acerca de las obras publicadas por la Real Academia Española: leído en la Junta pública de 7 de octubre de 1928 con ocasión de celebrar la "fiesta del libro" e inaugurar una exposición de las referidas obras (1928)
- Editores y galerías de obras dramáticas en Madrid en el siglo XIX (1928)
- Catálogo abreviado de una colección dramática española: hasta fines del siglo XIX, y de obras relativas al teatro español (1930)

### Biografies d'actors
- María del Rosario Fernández, La Tirana, primera dama de los teatros de la Corte (1897)
- Isidoro Máiquez y el teatro de su tiempo (1902)
- María Ladvenant y Quirante: primera dama de los teatros de la Corte (1896)

### Història
- La reforma del calendario: orígenes y estudio práctico de esta cuestión (1924)
- El supuesto casamiento de Almanzor con una hija de Bermudo II (1903)
- El tecnicismo de la prehistoria (1923)

## Fons
El Centre de Documentació i Museu de les Arts Escèniques conserva gran part de les seves obres. El seu fons conserva 3.000 títols que formen una unitat tipològica pel que fa a l'anomenat "teatre menor" en edicions rares del segle xvii, sovint també amb les anotacions i comentaris en bolígraf del autor.